# Santiago Blanco Gil
Santiago Blanco Gil, més conegut com a Santi Blanco, (Puerto de Béjar, 7 de juny de 1974) va ser un ciclista espanyol que fou professional entre 1995 i 2004.
En el seu palmarès destaquen dues victòries d'etapa aconseguides a la Volta a Espanya, el 2001 i el 2002.
Es retirà en finalitzar la temporada de 2004 per culpa d'una endofibrosis de l'artèria ilíaca, que afecta la seva cama esquerra i li provoca problemes de reg durant l'esforç.

## Palmarès
- 1992
  -  Campió d'Espanya júnior en ruta
- 1994
  - 1r a la Volta a Navarra
  - 1r a la Pujada a Gorla
- 1995
  - 1r a la Volta a Castella i Lleó
- 1997
  - Vencedor de 2 etapes de l'Euskal Bizikleta
  - Vencedor d'una etapa de la Volta a la Rioja
- 1998
  - Vencedor d'una etapa de la Volta a Astúries
- 1999
  - 1r a la Pujada al Naranco
- 2000
  - Vencedor d'una etapa de la Volta a Andalusia
- 2001
  - Vencedor d'una etapa de la Volta a Espanya
- 2002
  - Vencedor d'una etapa de la Volta a Espanya

### Resultats al Tour de França
- 1997. 27è de la classificació general
- 1998. L'equip no pren la sortida en la 18a etapa
- 2001. Abandona (13a etapa)
- 2002. 57è de la classificació general

### Resultats a la Volta a Espanya
- 1996. 33è de la classificació general
- 1999. 10è de la classificació general
- 2000. 13è de la classificació general
- 2001. 21è de la classificació general. Vencedor d'una etapa
- 2002. 45è de la classificació general. Vencedor d'una etapa
- 2003. 61è de la classificació general

### Resultats al Giro d'Itàlia
- 1999. Abandona (19a etapa)
- 2000. 11è de la classificació general